# Wargówko
Wargówko (deutsch Neu Vargow, kaschubisch Wôrgòwkò) ist ein sehr kleiner Ort in der polnischen Woiwodschaft Pommern. Er gehört zur Gemeinde Czarna Dąbrówka (Schwarz Damerkow) im Powiat Bytowski (Kreis Bütow).

## Geografische Lage und Verkehrsanbindung
Wargówko liegt nahe dem alten Postweg zwischen Mikorowo (Mickrow) und Łupawa (Lupow) südöstlich der früheren Kreisstadt Słupsk (Stolp) und nördlich der jetzigen Kreisstadt Bytów (Bütow). Eine Bahnanbindung besteht nicht.

## Geschichte
Das frühere Neu Vargow wurde als Vorwerk zu Vargow (heute polnisch: Wargowo) angelegt und ist mit der Geschichte dieses Dorfes verwachsen. Bis 1945 gehörte es als Vargower Ortsteil (neben Alt Vargow und Rehhof (polnisch: Kukulno)) zum Amts- und Standesamtsbezirk Mickrow (Mikorowo) und zum Amtsgerichtsbezirk Lauenburg in Pommern (Lębork). Es lag im Landkreis Stolp im Regierungsbezirk Köslin der preußischen Provinz Pommern. 
Seit 1945 ist der nun Wargówko genannte Ort ein Teil der polnischen Gmina Czarna Dąbrówka im Powiat Bytowski in der Woiwodschaft Pommern (1975 bis 1998 Woiwodschaft Słupsk). Wargówko ist in das Schulzenamt Wargowo (Vargow) eingegliedert und zählt derzeit neun Einwohner.

## Kirche
Kirchlich war Neu Vargow bis 1945 in das evangelische Kirchspiel Mickrow im Kirchenkreis Stolp-Altstadt in der Kirchenprovinz Pommern der Kirche der Altpreußischen Union eingepfarrt.
Seit 1945 gehört Wargówko zur katholischen Pfarrei Mikorowo im Dekanat Łupawa (Lupow) im Bistum Pelplin der Katholischen Kirche in Polen. Evangelischerseits ist der Ort heute in die Kreuzkirchengemeinde in Słupsk in der Diözese Pommern-Großpolen der Evangelisch-Augsburgischen Kirche in Polen eingegliedert.